# Хайт, Аркадий Иосифович
Арка́дий Ио́сифович Хайт (25 декабря 1938, Москва, РСФСР, СССР — 22 февраля 2000, Мюнхен, Германия) — советский и российский писатель-сатирик, поэт, драматург и сценарист. Лауреат Государственной премии СССР (1985). Автор сценариев мультипликационных фильмов «Ну, погоди!», «Только для взрослых» и  «Приключения кота Леопольда».

## Биография
Родился 25 декабря 1938 года в Москве в семье уроженцев Одессы — инженера Иосифа Нафтуловича Хайта (1908—1996) и Раисы Эльевны Хайт (1909—1991). Окончил Московский инженерно-строительный институт (1961, инженер-строитель). Ещё учась в институте, писал различные миниатюры для студенческих капустников. С 1961 года занимался литературной деятельностью.
Автор юмористической программы «Радионяня», многочисленных эстрадных миниатюр Аркадия Райкина, Геннадия Хазанова, Владимира Винокура, Андрея Миронова, Евгения Петросяна и других актёров. Выступал на эстраде с сатирическими монологами.
По воспоминаниям Александра Левенбука, тексты и монологи Хайта читали не только актёры (в том числе Инна Чурикова и Валентин Гафт), но даже Ирина Роднина и Вячеслав Зайцев. Монолог Хайта «Лёд и пламя» (о том, как пляжную сцену снимали зимой) в разное время читали Савелий Крамаров и Андрей Миронов. А Григорий Горин читал на своих творческих вечерах письмо, которое прислал ему Хайт.
27 января 1996 года эмигрировал в Германию. Летом 1998 года у писателя была диагностирована лейкемия, лечение результата не дало. Скончался на 62-м году жизни 22 февраля 2000 года в Мюнхене.
Похоронен на Новом Еврейском кладбище в Мюнхене, часть земли с могилы была перевезена в семейное захоронение на Востряковском кладбище Москвы.

## Семья
Жена — Людмила Климова. Сын — Алексей Аркадьевич Климов, сценарист и продюсер анимационного проекта «Первый отряд».

## Признания и награды
- Лауреат Государственной премии СССР за произведения литературы и искусства для детей (31 октября 1985 года)[6].
- Премия «Ника», за сценарий фильма «Паспорт» (совместно с Р. Габриадзе и Г. Данелия) (1991).
- Премия «Золотой телёнок» «Клуба 12 стульев» «Литературной газеты» (дважды —- 1970 и 1976 годы).

## Творчество

### Эстрадные программы
- 1968 — День открытых дверей
- 1973 — Трое вышли на сцену, исполнители Л. Шимелов, А. Писаренков и Е. Петросян

### Спектакли
- 1978 — Мелочи жизни, исполнитель Г. Хазанов, автор сценария
- 1980 — Доброе слово и кошке приятно, исполнитель Е. Петросян, автор сценария (кроме того, написал монологи «Люди добрые»[7], «Дирижёр»[8], «Директор огорода», «Непонимающий», «Школа, школа» и «Друг природы»[9])
- 1981 — Очевидное и невероятное, исполнитель Г. Хазанов, автор сценария
- 1982 — Нет ли лишнего билетика?, исполнители В. Винокур, И. Олейников и Р. Казаков, автор сценария и номеров (среди них — скетчи «Диспут в ЖЭКе», «Каратэ», «Спортивный дневник» и «Экскурсия», пародии на телепередачу «Что? Где? Когда?», на вокально-инструментальные ансамбли («Отмороженные сердца») и театральные жанры (опера «Мефистофель на Лысой горе», оперетта «Весёлый радикулит», кукольный спектакль «Склероз на двоих» и балет «Выздоравливающий лебедь»)

#### Номера в эстрадных программах
- 1975 — Монологи, исполнитель Е. Петросян (монолог «Автоматика»)
- 1986 — Как поживаете?, исполнитель Е. Петросян (монологи «Как поживаете?», «Кирпич на голову», «Аля-улю», сценки «Сочувствие», «Мода», «Я сейчас вернусь, больной!», музыкальный фельетон «Очередь» (написаны совместно с Александром Левенбуком))
- 1990 — Инвентаризация, исполнитель Е. Петросян (монологи «Рекомендация», «Перестройка на семейном фронте»)[10]
- 1991 — Дураки мы все, исполнитель Е. Петросян (монолог «Японский городовой» (написан совместно с Георгием Териковым), «Совместный бизнес» (написан совместно с Олегом Назаровым), «Аномальные явления» (написан совместно с Сергеем Кондратьевым), скетчи «Как назвать» и «Конкурс красоты» (исп. Е. Петросян и Э. Чувильчикова))[11][12]

### Пьесы
- 1985 — Шлягер, шлягер, только шлягер… (пьеса была написана по просьбе Государственного Академического центрального театра кукол) [13]
- 1988 — Поезд за счастьем
- 1989 — Еврейские песни периода перестройки
- 1991 — Заколдованный театр
- 1993 — Национальность? Да!
- 1997 — Моя кошерная леди

### Пьесы для детей
- 1975 — Чудеса с доставкой на дом
- 1979 — Золотой ключик
- 1985 — Ну, Волк, погоди!

### Сочинения
- 1971 — Шестое чувство
  - Рассказ «Шестое чувство»[14]
    - Герой обнаруживет, что ему доступно новое, «шестое чувство» человека, абцилохордия; не сказано какое, но описанное «с чувством». Герой вначале чувствовал себя весьма высокомерно, что только он один обладает этим чувством, но постепенно начинает тосковать, что не с кем поделиться впечатлениями: все кругом не признают, что абцилохордия есть. Наконец он как-то невзначай бросает случайному собеседнику: «Ах, какая сегодня абцилохордия!», и неожиданно слышит: «Да, абцилохордия хоть куда!». Оба чрезвычайно рады, что поняли друг друга, но вдруг второй замечает: «Кстати, а липотапия тоже неплоха.» Герой: «Какая такая липотапия?». Собеседник, высокомерно: «Как, Вы не чуете липотапии!?» — герой, оскорбленно: «Да нет никакой липотапии, не сочиняйте!» ….
- 1971 — Под одной крышей
- 1979 — Мелочи жизни
- 1982 — Не надо оваций (в книгу вошли, в частности, монологи, написанные Аркадием Хайтом для Аркадия Райкина (монологи «Три мнения по одному вопросу» из программы «Дерево жизни»[15],), Геннадия Хазанова («Пыль в глаза»[16], «Бег в мешке»[17], «Друг „Радионяни“»[18], «Полный покой», «Попугай»[19], «Дурак»[20], «Свои люди — сочтёмся»[21],) и Евгения Петросяна («Эх, наука»[22], «Идиот»[23], «Школьные годы»[24], «Дирижёр»[25], «Не понимаю»[26]))
- 1991 — Тридцать лет спустя (в книгу вошли сценки и монологи Хайта за 30 лет творческой деятельности — как, например, рассказы «Слон» (был инсценирован в передаче «Кабачок «13 стульев»»[27]) и «Аксиома» (впоследствии стал сюжетом журнала «Ералаш»[28]), монологи «Пыль в глаза», «Тараканы», «Попугай» и «Полный покой», написанные для Геннадия Хазанова, монологи «Люди добрые», «Школьные годы», «Друг природы» и «Не в названии дело», написанные для Евгения Петросяна)[29]
- 2001 — Аркадий Хайт. 224 избранные страницы. «Золотая серия юмора», ISBN 5-264-00682-2, изд-во «Вагриус», 2001
- 2004 — Антология сатиры и юмора России XX века. Том 35. Аркадий Хайт. ISBN 5-699-08446-0 (в книгу вошли, в частности, монологи, написанные Аркадием Хайтом для Геннадия Хазанова («Полный покой»[30], «Тараканы»[31], «Попугай»[32], «Дурак»[33]) и Евгения Петросяна («Пугало»[34], «Друг природы»[35], «Кирпич на голову»[36], «Школьные годы»[37], «Не понимаю»[38], «Не в названии дело», «Рекомендация», «Перестройка на семейном фронте»), а также пьесы и киносценарии). Кроме того, в девятом томе этой антологии («Литературная пародия») были опубликованы пародии Хайта, написанные совместно с Александром Курляндским — «Чудное утро», «Хочу всё спать», «Шайбу! Шайбу!» и другие.

### Тексты песен
- «Большой хоровод» (в соавторстве со школьницей Леной Жигалкиной[39]; муз.: Б. Савельев), исп. Екатерина Семёнова и др.
- «Вечер» (муз. В. Добрынин) исп. ВИА «Лейся, песня»
- «Золотой ключик» (муз. В. Добрынин) исп. ВИА «Весёлые ребята»
- «Мелочи жизни» (муз. В. Добрынин) исп. ВИА «Весёлые ребята» (солист — Анатолий Алёшин), Вячеслав Добрынин
- «Мои евреи, живите вечно!» (муз. Е. Бурд) исп. Вахтанг Кикабидзе
- «Песенка Волка» (в соавторстве с Александром Левебуком; муз. И. Гранов) исп. ВИА «Голубые гитары»[40]

#### Из мультфильмов
- «Всё отлично» (мультфильм «Поликлиника кота Леопольда»)
- «Всё на свете можешь ты» (мультфильм «Автомобиль кота Леопольда»)
- «Доброта» (мультфильм «Леопольд и золотая рыбка»)
- «Зову мышей на бой» (из мультфильма «Месть кота Леопольда»)
- «Кручу, кручу, кручу педали» (мультфильм «Прогулка кота Леопольда»)
- «На крутом бережку» (мультфильм «Леопольд и золотая рыбка»)
- «Неприятность эту мы переживём» (мультфильм «Лето кота Леопольда»)
- «Песня мышей» (из мультфильма «Месть кота Леопольда»)
- «Снова стало небо голубым» (из мультфильма «Месть кота Леопольда»)
- «Хвост за хвост» (из мультфильма «Прогулка кота Леопольда»)

## Фильмография
- 1973 — «Новые приключения Дони и Микки», автор сценария (совместно с А. Курляндским)
- 1986 — «Мой нежно любимый детектив», автор сценария (совместно с Г. Гориным)
- 1990 — «Паспорт», автор сценария (совместно с Р. Габриадзе и Г. Данелией)

### Фильмы-концерты
- 1985 — «С различных точек зрения» (фильм о творчестве Евгения Петросяна), автор сценария и монологов «Люди добрые»[7], «Школьные годы», «Не понимаю», «Дирижёр», «Пугало», «Автоматика», сценки «Идиот», а также пародии на Е. Петросяна (исп. Владимир Винокур)[41]
- 1991 — «Операция „Петросян“» (фильм о творчестве Евгения Петросяна), автор монологов «Школьные годы», «Не понимаю», «Пугало», «Эх, наука», «Автоматика» и сценок «Идиот» (исп. Евгений Петросян и Евгений Грушин) и «Сочувствие» (исп. Евгений Петросян и Элла Чувильчикова)[42]

## Работа на радио
- «Радионяня» — один из авторов сценария и интермедий «Весёлые уроки»

## Телевидение
- «Терем-теремок. Сказка для взрослых» (1971) — автор сценария и миниатюр
- «Кабачок «13 стульев»» — автор миниатюр
- «АБВГДейка» — автор сценария и миниатюр

## Мультфильмы
- «Ну, погоди!» (мульт журнал «Весёлая карусель» № 1, 1969) — соавтор сценария (с Феликсом Камовым и Александром Курляндским)
- «Ну, погоди!» (1969—1986) — соавтор сценария (с Феликсом Камовым и Александром Курляндским)
- «Небылицы», «Самый первый» (мульт журнал «Весёлая карусель» № 2, 1970) — соавтор сценария (с Феликсом Камовым и Александром Курляндским)
- «Тигры полосатые» (1970) — соавтор сценария (с Феликсом Камовым, Александром Курляндским и Эдуардом Успенским)
- «Только для взрослых» (1971—1974) — соавтор сценария (с Феликсом Камовым и Александром Курляндским)
- «Выше голову!» (1972) — соавтор сценария (с Феликсом Камовым и Александром Курляндским)
- «Вокруг света поневоле» (1972) — соавтор сценария (с Феликсом Камовым и Александром Курляндским)
- «Приключения кота Леопольда» (1975—1987) — автор сценария
- «Стадион шиворот-навыворот» (1976) — автор сценария
- «Репетиция» (1976) — автор сценария (с Александром Курляндским)
- «Волшебная камера» (1976) — автор сценария
- «Бравый инспектор Мамочкин» (1977) — соавтор сценария (с Гарри Бардиным)
- «Академическая гребля», «Баскетбол», «Бокс», «Велоспорт», «Водное поло» (мультфильмы из цикла «Олимпиада-80», 1980) — автор сценария
- «Раз ковбой, два ковбой» (1981) — автор сценария
- «Чертёнок с пушистым хвостом» (1985) — автор сценария
- «Жил-был ослик» (1986) — автор сценария
- «В зоопарке — ремонт!» (1987) — автор сценария (с Александром Курляндским и Натаном Лернером) (в титрах не указан)
- «Телеманы» (1988) — автор сценария

## Сюжеты для журнала «Фитиль»
- «Штурмовщина» (№ 59, 1967) — соавтор сценария (с Александром Курляндским)
- «Секрет "успеха"» (№ 64, 1967) — соавтор сценария (с Александром Курляндским)
- «Муть» (№ 64, 1967) — соавтор текста (с Александром Курляндским)
- «Производственная практика» (№ 65, 1967) — соавтор сценария (с Александром Курляндским)
- «С натуры» (№ 68, 1968) — соавтор сценария (с Александром Курляндским и Эдуардом Успенским)
- «Мелочи жизни» (№ 72, 1968) — соавтор сценария (с Александром Курляндским и Владимиром Косачевским)
- «Последняя капля» (№ 74, 1968) — соавтор сценария (с Александром Курляндским)
- «Семь раз отмерь…» (№ 78, 1968) — соавтор текста (с Александром Курляндским)
- «Коленка» (№ 92, 1970) — соавтор сценария (с Александром Курляндским)
- «Невидимый барьер» (№ 93, 1970) — соавтор сценария (с Александром Курляндским и Александром Личко)
- «Реакция (по следам «Фитиля» № 64)» (№ 98, 1970) — соавтор текста (с Александром Курляндским)
- «Несознательный» (№ 98, 1970) — соавтор сценария (с Александром Курляндским)
- «Златые горы» (№ 99, 1970) — соавтор текста (с Александром Курляндским)
- «Закон природы» (№ 100, 1970) — соавтор сценария (с Александром Курляндским)
- «Реакция (по следам «Фитиля» № 74)» (№ 116, 1972) — соавтор текста (с Александром Курляндским)
- «Жулики» (№ 118, 1972) — соавтор текста (с Александром Курляндским)
- «Клад» (№ 120, 1972) — соавтор сценария (с Александром Курляндским)
- «Экспонат» (№ 121, 1972) — соавтор сценария (с Александром Курляндским)
- «Кому это выгодно...» (№ 121, 1972) — соавтор текста (с Александром Курляндским)
- «Умельцы» (№ 128, 1973) — соавтор сценария (с Александром Курляндским)
- «Важное лицо» (№ 140, 1974) — автор сценария
- «В тесноте и в обиде» (№ 142, 1974) — автор текста
- «Под стук колёс» (№ 147, 1974) — автор текста
- «Концы в воду» (№ 152, 1975) — автор сценария
- «На частных началах» (№ 159, 1975) — автор сценария
- «Утраченные грёзы» (№ 164, 1976) — автор сценария
- «Фальшивый мотив» (№ 175, 1976) — соавтор сценария (с Александром Курляндским)
- «Мыльные пузыри» (№ 175, 1976) — автор текста
- «Медленная срочность» (№ 177, 1977) — автор текста
- «Руками не трогать!» (№ 182, 1977) — соавтор сценария (с Александром Курляндским)
- «Удивительные башмачки» (№ 183, 1977) — соавтор сценария (с Александром Курляндским)
- «Чужой среди своих» (№ 200, 1979) — автор сценария
- «Кривая честности» (№ 205, 1979) — автор сценария
- «Запрещённый приём» (№ 206, 1977) — соавтор сценария (с Александром Курляндским)
- «Каменный гость» (№ 209, 1979) — автор сценария
- «Плёвое дело» (№ 211, 1979) — автор сценария
- «Содержание и форма» (№ 222, 1980) — автор сценария
- «Стриптиз поневоле» (№ 252, 1983) — автор сценария
- «Спихотехника» (№ 276, 1985) — автор сценария
- «За свой счёт» (№ 284, 1986) — автор сценария
- «Горько!» (№ 302, 1987) — автор сценария
- «Чужая родня» (№ 335, 1990) — соавтор сценария (с Александром Курляндским)

## Сюжеты дляжурнала «Ералаш»
- «Эксперимент Брыкина» (№ 7) — соавтор сценария (с В. Селивановым)[43]
- «Аксиома» (№ 8) — соавтор сценария (с Александром Курляндским)[44]
- «Поединок» (№ 17) — автор сценария[45]

## Дискография
- «Происшествие в стране Мульти-Пульти» (запись 1981 года; пластинка была выпущена фирмой грамзаписи «Мелодия» в 1982 году[46]) — музыкальная сказка с участием персонажей популярных советских мультфильмов.
- «Ребята, давайте жить дружно!» (запись 1983 года; пластинка была выпущена фирмой грамзаписи «Мелодия» в 1984 году[47]) — песни из мультфильмов о коте Леопольде и мышах (текст и песни исполнил Александр Калягин).

## Факты
- Монолог «И смех, и слёзы, и любовь» на популярную тогда тему брачных объявлений, написанный Аркадием Хайтом для Андрея Миронова (и совместно с ним) актёр не успел записать (монолог предназначался для выступления Миронова на телевизионном концерте к 8 марта). Текст монолога, а также воспоминания Аркадия Хайта об Андрее Миронове (статья под названием «Рыцарь весёлого образа») были опубликованы в журнале «Юность»[48][49].
- По словам писателя-сатирика Сергея Кондратьева, в 1974 году Аркадий Хайт придумал для Евгения Петросяна новый фельетонный приём — «Не понимаю» и написал самый первый фельетон из этой серии, который артист читал в программе «Доброе слово и кошке приятно»[50]; полный текст фельетона также был опубликован в книге Хайта «Не надо оваций»[26]. Позднее новые произведения данной серии писали и другие авторы — в частности, Михаил Задорнов[51].

## Память

### Документальные фильмы и телепередачи
- «Жил-был весёлый человек. Аркадий Хайт»[52] (2009[53]) — документальный фильм телеканала «Россия». В фильме приняли участие Александр Левенбук, Геннадий Хазанов, Лион Измайлов, Игорь Кваша, Михаил Задорнов, Александр Курляндский, Евгений Петросян и Владимир Винокур.
- «Острова. Аркадий Хайт»[54] (2018[55]) — документальная передача телеканала «Культура» из цикла «Острова». В передаче приняли участие Александр Левенбук, Людмила Максакова, Вячеслав Назарук, Аркадий Арканов, Евгений Петросян, Владимир Винокур и брат Аркадия Хайта Александр.